# Acicório
Acicório (em grego clássico: Ακιχώριος) foi um dos líderes dos gauleses, que invadiram a Trácia e a Macedônia em 280 a.C. Ele e Breno comandaram a divisão que marchou para Peônia. No ano seguinte, 279, ele acompanhou Breno em sua invasão à Grécia. Alguns escritores supõem que Breno e Acicório são a mesma pessoa, sendo o primeiro apenas um título e o segundo o nome real.